# تيرا ناعومي
تيرا ناعومي (بالإنجليزية: Terra Naomi)‏ هي موسيقية وملحنة ومغنية مؤلفة ومغنية ويوتيوبية أمريكية، ولدت في 23 يونيو 1979 في ساراتوغا سبرينغس في الولايات المتحدة.

## وصلات خارجية
- الموقع الرسمي
- تيرا ناعومي على موقع IMDb (الإنجليزية)
- تيرا ناعومي على موقع ميوزك برينز (الإنجليزية)
- تيرا ناعومي على موقع ديسكوغز (الإنجليزية)